# Чернорицкое
Чернорицкое — село в Ирбитском МО Свердловской области, Россия.

## География
Село Чернорицкое Ирбитского муниципального образования Свердловской области находится в 35 километрах на юго-юго-западе от города Ирбит (по автомобильной дороге — 45 километров), на обоих берегах реки Чёрная (правого притока реки Ирбит), в устье правых притоков рек Чубашиха и Ольховка.

## История
В 1887 году на Сибирско-Уральской выставке высокую оценку получили местные верёвочно-канатные изделия из конопли.

## Население
| 2002 | 2010 | 2021 |
| ---- | ---- | ---- |
| 435  | ↘421 | ↘391 |

## Николаевская церковь
Во имя святого Николая, архиепископа Мирликийского 20 октября 1905 года освящена Николаевская церковь, каменная, однопрестольная. В 1930 году церковь была закрыта.
В настоящее время не восстанавливается, росписи не сохранились, хотя здание в хорошем состоянии.